# Майсенхайм
Майсенхайм (нем. Meißenheim) — община в Германии, в земле Баден-Вюртемберг. 
Подчиняется административному округу Фрайбург. Входит в состав района Ортенау.  Население составляет 3731 человек (на 31 декабря 2010 года). Занимает площадь 21,33 км².